# Helmut Jendreiek
Helmut Jendreiek (* 31. Oktober 1928 in Guben; † 2006) war ein deutscher Autor und Literaturwissenschaftler.
Jendreiek legte 1948 in Leer sein Abitur ab und studierte von 1949 bis 1953 an der Universität Bonn Deutsche Philologie, Philosophie und evangelische Kirchengeschichte. 1955 bestand er sein Rigorosum und arbeitete später als Gymnasiallehrer.
Helmut Jendreieks Werk über Bertolt Brecht als Dramatiker („Bertolt Brecht: Drama der Veränderung“) gehört bis heute zur Standardliteratur zum epischen Theater.
In seinen letzten Dienstjahren als Oberstudiendirektor am Bunsen-Gymnasium Heidelberg begann er mit der Arbeit an einem eigenen Roman zum Jahr 1945 („1945: oder in jenem einen Jahr“), den er nach seiner Pensionierung am 1. August 1991 vollendete.

## Veröffentlichungen
- Helmut Jendreiek (Red.): Gubener Texte: Erinnerungen an eine vergangene Stadt. hrsg. im Auftr. des Gubener Heimatbundes e.V. 1. Auflage. Niederlausitzer Verlag, Guben 2005, ISBN 3-935881-26-6.
- Helmut Jendreiek: Thomas Mann: d. demokrat. Roman. Bibliographie T. Mann. Bagel, Düsseldorf 1977, ISBN 3-513-02120-8, S. 594–601.
- Helmut Jendreiek: Hegel und Jacob Grimm: ein Beitr. z. Geschichte d. Wissenschaftstheorie. E. Schmidt, Berlin 1975, ISBN 3-503-00770-9, S. 351–362. (Philologische Studien und Quellen; H. 76) (Schlagwörter Grimm, Jacob; Hegel, Georg Wilhelm Friedrich; Wissenschaftsgeschichte; Historismus; Germanistik; Hegel, Georg Wilhelm Friedrich; Grimm, Jacob)
- Helmut Jendreiek: Bertolt Brecht: Drama der Veränderung. Bagel, Düsseldorf 1969, ISBN 3-513-02114-3.
- Helmut Jendreiek (Hrsg.): Nelly Sachs zur Freude. Nelly-Sachs-Schülerinnen interpretieren Nelly Sachs. Julius Wenger, Büttgen 1968.
- Helmut Jendreiek (Mitarb.): Bunsen-Gymnasium (Heidelberg) 1989 - 1991. Heidelberg 1991.
- Helmut Jendreiek: 1945: oder in jenem einen Jahr. 1. Auflage. Books on Demand, Norderstedt 2007, ISBN 978-3-8334-8515-2.